# 新時代女性
新時代女性指的是現今女性擺脫傳統父權社會的女權主義；提倡兩性平權。美國女權運動的衍生物。通常新時代女性走入婚姻後，仍保有自己的工作。強調獨立性，自信，不受婚姻家庭約束，並受到良好教育。經濟自主，愛情自由。更加成熟的性格。影集慾望城市可以看到此概念。
感情觀方面，勇於追求幸福，不在乎傳統束縛，愛自己，善待自己。

## 代表人物
1. 碧昂絲
2. 陶晶瑩
3. 陳怡利（作家女王）
4. 劉倩儀

## 爭議
雖然新時代女性強調兩性平權，但是當面臨特殊情況，如:兵役、搬重物等，卻又選擇性訴諸男女有別。